# Keone Young
Keone Young est un acteur américain né le 6 septembre 1947 à Honolulu, Hawaii (États-Unis).
Au cinéma, il a tenu le rôle de Don Kim dans Hyper Tension et Hyper Tension 2 avec Jason Statham.
Il a participé aux films : L'Œil du témoin, La Bidasse, Futur immédiat, Los Angeles 1991, Black Rain, Lune de miel à Las Vegas, My Girl 2, Jack, Le Damné, Eh mec ! Elle est où ma caisse ?, La blonde contre-attaque et Men in Black 3.
A la télévision, il a tenu les rôles de Mr. Wu dans Deadwood, du Professeur Choy dans Alias et de Hido Takahashi dans True Blood.
Il a fait également des apparitions dans les séries : Magnum, MacGyver, Nash Bridges, Will et Grace et NCIS : Los Angeles.

## Filmographie

### Télévision
- 1974 : Jerry (TV) : Morree Wu
- 1981 : Arnold et willy (TV) : David Chun (fils de M.Drummond)
- 1983 : Girls of the White Orchid (TV) : Akira
- 1984 : Le Défi des gobots ("Challenge of the GoBots") (série télévisée) : Additional Voices (voix)
- 1984 : G.I. Joe: The Revenge of Cobra (TV) : Storm Shadow (voix)
- 1985 : Challenge of a Lifetime (TV) : Dr. Honowa
- 1985 : G.I. Joe (série télévisée) : Storm Shadow (voix)
- 1985 : Jem et les Hologrammes (série télévisée) : Additional voices (voix)
- 1985 : Magnum (série télévisée) : Mickey
- 1986 : Chuck Norris: Karate Kommandos (série télévisée) : Super Ninja (voix)
- 1986 : Kay O'Brien (série télévisée) : Dr. Michael Kwan
- 1987 : Jonny Quest (série télévisée) : Additional Voices (voix)
- 1989 : Trenchcoat in Paradise (TV) : Bob Kanuka
- 1989-1992 : MacGyver
  - (saison 5, épisode 7 "Entrée en fac") : Zhao
  - (saison 7, épisode 12 "Envoyé spécial") : Chung
- 1990 : Challenger (TV) : Lt. Col. Ellison Onizuka
- 1990 : Last Flight Out (TV) : Tung Sanh
- 1991 : Dynasty: The Reunion (TV) : Mr. Woo
- 1993 : Dead Before Dawn (TV) : Young
- 1993 : 72 heures en enfer (Firestorm: 72 Hours in Oakland) (TV) : Gerald Chong
- 1994 : Album de famille (Family Album) (TV) : Private Investigator
- 1995 : Here Come the Munsters (TV) : Ralph, thye limo driver
- 1999 : Nash Bridges (série télévisée) : Duke
- 2000 : Les Filles de l'océan (Rip Girls) (TV) : Bo
- 2001 : Alias (série télévisée) : Professeur Choy
- 2003 : The 'Even Stevens' Movie (TV) : Chief Tuka
- 2004 : Hi Hi Puffy AmiYumi (série télévisée) : Kaz Harada
- 2004 : Will et Grace (série télévisée) : Owner
- 2004 : Deadwood (série télévisée) : Mr. Wu
- 2013 : True Blood (série télévisée) : Hido Takahashi
- 2014 : NCIS : Los Angeles (série télévisée) : Mr. Kim
- 2023 : Valkyrie Apocalypse (anime) : Fukurokuju (doublage anglais)

### Cinéma
- 1976 : Baby Blue Marine (en) de John D. Hancock : Katsu
- 1980 : La Bidasse (Private Benjamin) de Howard Zieff : Kim Osaka
- 1981 : L'Œil du témoin (Eyewitness) : Mr. Long's Son
- 1982 : Frances : Chinese Doctor
- 1984 : Attention délires ! (The Wild Life) : Japanese Bowler
- 1988 : Futur immédiat, Los Angeles 1991 (Alien Nation) de Charles Baker : Winter
- 1989 : Beverly Hills Bodysnatchers : Don Ho
- 1989 : Le Carrefour des Innocents (Lost Angels) : Atty. Victor Eng
- 1989 : Black Rain : Karaoke Singer
- 1990: Visions en direct (Fear) de Rockne S. O'Bannon : Détective William Wu
- 1991 : Shang Hai yi jiu er ling : Ming
- 1992 : Lune de miel à Las Vegas (Honeymoon in Vegas) : Eddie Wong
- 1993 : Les Fous du surf ninja (Surf Ninjas) : Baba Ram
- 1994 : Golden Gate : Benny Ying
- 1994 : My Girl 2 : Daryl Tanaka
- 1994 : L'Irrésistible North (North) : Governor Ho
- 1995 : The Brady Bunch Movie : Mr. Watanabe
- 1996 : Striptease : Ling
- 1996 : Jack : Dr. Lin
- 1997 : Sous pression (Bad Day On the Block) : Ron the Repairman
- 1997 : Le Damné (Playing God) : Mr. Ksi
- 1998 : La Ferme - une comédie bio (en) (At Sachem Farm) de John Huddles : Mr. Tang
- 2000 : Eh mec ! Elle est où ma caisse ? (Dude, Where's My Car?) : Mr. Lee, The Chinese Tailor
- 2001 : Dr. Dolittle 2 : Bee (voix)
- 2003 : La blonde contre-attaque (Legally Blonde 2: Red, White & Blonde) : Committee Clerk
- 2004 : Pol Pot's Birthday : Pol Pot
- 2004 : Mulan 2 (vidéo) : Lord Qin (voix)
- 2004 : The Tao of Pong : Lao Tzu
- 2006 : Hyper Tension (Crank) : Don Kim
- 2009 : Hyper Tension 2 (Crank: High Voltage) : Don Kim
- 2012 : Men in Black 3 : Mr.Wu
- 2012 : Shake It Up: Destination Japon : Mr Wantanabe

### Jeux vidéo
- 2003 : Indiana Jones et le Tombeau de l'empereur : Marshal Kai Ti Tchang